# Спірко Олександр Дмитрович
Спірко Олександр Дмитрович (20 січня 1989, Донецьк, Україна) — український професійний боксер.
Боксом займається з 9 років. Не одружений.

## Любительська кар'єра
На аматорському ринзі провів 206 боїв, здобув 201 перемогу.
- Чемпіон IV Літніх Всеукраїнських ігор молоді, 9-й чемпіон України, переможець міжнародних турнірів у Росії, Естонії, Азербайджані, Сербії, Молдові.
- Призер чемпіонату Європи 2004 (кадети, Саратов)
- Призер чемпіонату світу 2005 (кадети, Ліверпуль, Англія)
- Призер чемпіонату Європи 2006 (юніори, Сомбор, Сербія)
- Учасник олімпійських ліцензійних турнірів 2008 року в містах Пловдив (Болгарія) Пескара (Італія), Афіни (Греція).

## Професіональна кар'єра
У 2009 перейшов у професіонали, уклавши промоутерську угоду з компанією братів Кличків «K2 Promotions».
Тренувався під керівництвом заслуженого працівника фізичної культури і спорту України, заслуженого тренера України Олександра Ліхтера.
На професійному ринзі провів 20 боїв, в 20 здобув перемогу, в 12 з яких нокаутом.
Володів титулами:
- Чемпіона світу за версією WBC серед молоді — 2010 р.
- Чемпіона світу за версією IBO серед молоді — 2011 р.
- Чемпіона світу за версією IBF серед молоді — 2012 р.
- Чемпіон Європи за версією WBO - 2012 р.
- Інтернаціональний чемпіон за версією WBO - 2014 р.

### Таблиця боїв
| Бій      | Дата              | Суперник                  | Місце проведення                            | Раунд     | Примітки                                                           |
| 20(12)-0 | 12 грудня 2015    | Зоран Діданович(17-27-0)  | Палац спорту, Київ, Україна                 | KO 2 (8)  |                                                                    |
| 19(11)-0 | 29 серпня 2015    | Едуардс Герасімовс(6-4-1) | Палац спорту, Київ, Україна                 | KO 1 (8)  |                                                                    |
| 18(10)-0 | 13 грудня 2014    | Джонні Ібрамов (10-5-2)   | Палац спорту, Київ, Україна                 | TKO1 (12) | Джонні пошкодив м'яз правої руки у зв'язку з чим бій було зупинено |
| 17(9)-0  | 31 травня 2014    | Дьюла Вайда (16-5-0)      | Палац спорту, Одеса, Україна                | TKO1 (12) | Вакантний титул інтернаціонального чемпіона WBO                    |
| 16(8)-0  | 16 березня 2013   | Ласло Фазекас             | Палац спорту, Київ, Україна                 | UD (8)    |                                                                    |
| 15(8)-0  | 21 липня 2012     | Міхал Пехашек             | Палац спорту, Одеса, Україна                | RTD5 (12) | Вакантний титул чемпіона Європи WBO                                |
| 14(7)-0  | 17 березня 2012   | Бека Сутідзе              | Спортклуб Sport Life, Київ, Україна         | UD (10)   | Вакантний молодіжний титул чемпіона світу IBF                      |
| 13(7)-0  | 30 липня 2011     | Селемані Саїд             | Палац спорту, Одеса, Україна                | UD (10)   | Вакантний молодіжний титул чемпіона світу IBO                      |
| 12(7)-0  | 28 травня 2011    | Віталій Чаркін            | Концерт-холл «Кобзов», Київ, Україна        | TKO1 (6)  |                                                                    |
| 11(6)-0  | 13 листопада 2010 | Абдулазіз Матазімов       | Палац спорту Локомотив, Харків, Україна     | UD (10)   | Вакантний молодіжний титул чемпіона світу WBC                      |
| 10(6)-0  | 4 вересня 2010    | Мамасолі Кімсанбаєв       | Метеор, Дніпропетровськ, Україна            | RTD6 (8)  |                                                                    |
| 9(5)-0   | 26 червня 2010    | Леонтій Ворончук          | Палац спорту, Одеса, Україна                | TKO3 (8)  |                                                                    |
| 8(4)-0   | 24 квітня 2010    | Микола Коренєв            | Палац спорту, Київ, Україна                 | UD (6)    |                                                                    |
| 7(4)-0   | 19 грудня 2009    | Олександр Носиков         | Палац спорту Юність, Запоріжжя, Україна     | TKO2 (6)  |                                                                    |
| 6(3)-0   | 20 листопада 2009 | Денис Тупиленко           | Спорткомплекс Будівельник, Черкаси, Україна | TKO6 (6)  |                                                                    |
| 5(2)-0   | 30 травня 2009    | Роман Харків              | Палац спорту, Київ, Україна                 | UD6 (6)   |                                                                    |
| 4(2)-0   | 28 березня 2009   | Олег Толочко              | Спорткомплекс Будівельник, Черкаси Україна  | UD4 (4)   |                                                                    |
| 3(2)-0   | 26 лютого 2009    | Володимир Щербань         | Палац спорту, Київ, Україна                 | UD4 (4)   |                                                                    |
| 2(2)-0   | 20 грудня 2008    | Роман Григорян            | Палац спорту Юність, Запоріжжя, Україна     | KO1 (4)   |                                                                    |
| 1(1)-0   | 25 жовтня 2008    | Ехсан Худжіхосейне        | Спорткомплекс Будівельник, Черкаси, Україна | TKO1 (4)  | Дебют                                                              |
| Бій      | Дата              | Суперник                  | Місце проведення                            | Раунд     | Примітки                                                           |

## Освіта
Має вищу освіту:
- Спеціаліст фізичної культури і спорту «Олімпійський і професійний спорт» — 2008 року.

В даний час[коли?] є аспірантом Міжрегіональної академії управління персоналом, факультету «Політологія».
Є президентом промоутерської компанії «AS Promotion».